# Дюфуреи
Дюфуреи (Dufourea) — род пчёл из подсемейства Rophitinae семейства Halictidae.

## Распространение
Голарктика, часть Ориентальной области. В Палеарктике около 80 видов, в России 8 видов.

## Описание
Как правило, мелкие пчёлы (длина 5—8 мм). В переднем крыле 1-я медиальная (дискоидальная) ячейка короткая, её длина лишь в 2 раза больше ширины; 1-й
и 2-й членики лабиальных щупиков тонкие, по ширине сходные с 3-м и 4-м члениками. Олиголекты, то есть приурочены к опылению одной определённой таксономической группы растений: на сложноцветных, колокольчиковых и губоцветных.

## Классификация
Около 120 видов.
- Dufourea afasciata Bohart, 1948
- Dufourea akmolensis Pesenko, 1998
- Dufourea alpina Morawitz, 1865
- Dufourea kerzhneri (Pesenko & Astafurova, 2006)
- Dufourea minuta Lepeletier, 1841
- Другие виды